# Adel El-Behiry
Adel Ragab Ibrahim Mohamed El-Behiry (en arabe : عادل رجب ابراهيم محمد البحيري), né le 29 juin 1991, est un nageur égyptien.

## Carrière
Adel El-Behiry est médaillé de bronze du 5 kilomètres en eau libre aux Championnats d'Afrique de natation 2018 à Alger.